# Lhop

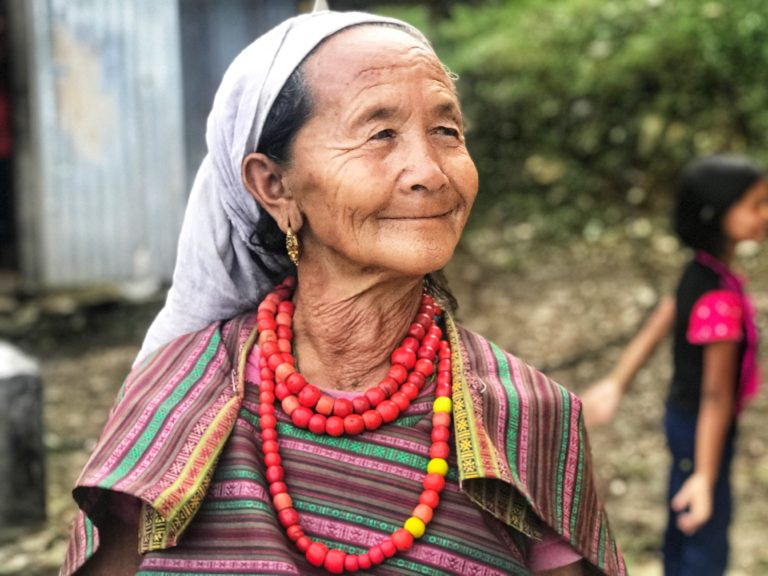
Starsza kobieta z ludu Lhop

Lhop (nazywani też Lhopu, Lhopku lub Doya) – lud zamieszkujący tereny południowozachodniego Bhutanu. Żyją głównie w dystrykcie Samtse.
Lhop stanowią około 1000 osób, czyli 0,05% całej ludności Bhutanu. Są tam nieliczną mniejszością, mimo to posiadają bogatą kulturę i tradycję. Ich pierwotną religią był animizm, w XVII i XVIII wieku przyjęli oni buddyzm tybetański, jednak po dziś dzień w ich wierzeniach elementy animistyczne są wciąż żywe. Mówią językiem tybeto-birmańskim.
Lhop uznają matrylinearny system pokrewieństwa, tj. odmiennie niż w kulturach europejskich dziecko dziedziczy po matce, po matce przejmuje nazwisko itp., a matka pełni ważniejszą funkcję w rodzinie niż ojciec. Praktykują także kazirodztwo, częste są u nich małżeństwa z kuzynami lub kuzynkami. 
Ze względu na to, że Bhutańczycy, czyli lud Ngalop wywodzą się od Tybetańczyków, Lhopu są uznawani za pierwotnych osadników terenów dzisiejszego Bhutanu.